# Resolution 1757 des UN-Sicherheitsrates
Die Resolution 1757 des UN-Sicherheitsrates ist eine Resolution zur Situation im Nahen Osten, die der Sicherheitsrat der Vereinten Nationen am 30. Mai 2007 auf seiner 5685. Sitzung angenommen hat, wobei sich allerdings China und Russland – beides Mitglieder des Sicherheitsrates mit Vetorecht –, sowie Katar, Indonesien und Südafrika enthielten. Die Resolution war von Frankreich, dem Vereinigten Königreich und den Vereinigten Staaten eingebracht worden.
Mit der Resolution beschloss das Gremium, dass – entsprechend dem völkerrechtlich bindenden Vertrag, der schon früher  zwischen den Vereinten Nationen und Libanon abgeschlossen wurde – das internationale Tribunal zur Anklage und Verurteilung der Verantwortlichen des Attentat auf den Fahrzeugkonvoi des früheren libanesischen Ministerpräsidenten Rafiq al-Hariri und zweiundzwanzig weiterer Personen nach Kapitel VII der Charta der Vereinten Nationen errichtet wird, sofern Libanon nicht selbständig das Tribunal bis zum 10. Juni 2007 konstituiert. Der libanesische Ministerpräsident Fuad Siniora hatte um diesen Schritt gebeten, da die libanesische Nationalversammlung seit Monaten durch den Parlamentssprecher nicht einberufen worden war und deswegen die erforderlichen Gesetze nicht verabschiedet werden konnten.
Die UN-Botschafter Chinas und Russlands, Wang Guangya und Witali Tschurkin, hatten in der Sitzung davor gewarnt, dass die Resolution eine Einmischung in innere libanesische Angelegenheiten und damit einen Präzedenzfall darstelle und dazu beitrage, die innenpolitische Spaltung Libanons zwischen der prowestlichen Regierung unter Ministerpräsident Siniora und der von Hisbollah geführten prosyrischen Opposition zu vertiefen. Der britische UN-Botschafter Emyr Jones Parry sieht jedoch in der Resolution keine Einmischung, sondern eine angemessene Antwort des Sicherheitsrates auf eine Bitte der libanesischen Regierung.